# Humberto Medina
Humberto Medina Villaseñor (Guadalajara; 5 de septiembre de 1942-24 de noviembre de 2011), también conocido con el sobrenombre de Capi, fue un futbolista mexicano en la posición de defensa.

## Trayectoria
Se formó en la cantera del club Atlas de Guadalajara de su ciudad natal, donde recibió su primer contrato profesional. Estuvo con el equipo durante más de una década (de 1961 a 1972) y hacia el final de su carrera estuvo una temporada en las filas de los Tiburones Rojos de Veracruz (1973-74).

## Selección nacional
Hizo seis apariciones con la selección de México (sin marcar) y jugó los tres partidos de la fase de grupos en el Torneo Olímpico de fútbol de 1968.

### Participaciones en Juegos Olímpicos
| Torneo                   | Sede   | Resultado    |
| ------------------------ | ------ | ------------ |
| Juegos Olímpicos de 1968 | México | Cuarto lugar |

## Palmarés

### Títulos nacionales
| Título               | Equipo | País   | Año     |
| -------------------- | ------ | ------ | ------- |
| Copa México          | Atlas  | México | 1961-62 |
| Campeón de Campeones | Atlas  | México | 1961-62 |
| Copa México          | Atlas  | México | 1967-68 |
| Segunda División     | Atlas  | México | 1971-72 |

### Títulos internacionales
| Título               | Equipo         | Sede   | Año  |
| -------------------- | -------------- | ------ | ---- |
| Juegos Panamericanos | México amateur | Canadá | 1967 |